# لورانس فيليبس
لورانس فيليبس (بالإنجليزية: Lawrence Phillips)‏ هو لاعب كرة قدم أمريكية ولاعب كرة القدم الكندية أمريكي، ولد في 12 مايو 1975 في ليتل روك في الولايات المتحدة، وتوفي في 13 يناير 2016 في ديلانو في الولايات المتحدة بسبب شنق.

## وصلات خارجية
- لورانس فيليبس على موقع مرجع كرة القدم المحترفة.كوم (الإنجليزية)
- لورانس فيليبس على موقع JustSportsStats.com (الإنجليزية)
- لورانس فيليبس على موقع إن إن دي بي (الإنجليزية)